# Tachyon
Hạt tachyon (tiếng Hy Lạp: ταχύς, takhus, "nhanh", "tốc" + ιων, iōn, "động tử") là một hạt hạ nguyên tử giả định và di chuyển nhanh hơn vận tốc ánh sáng.

Bởi vì tachyon luôn di chuyển nhanh hơn ánh sáng, nên sẽ không thể nhìn thấy nó đang đến gần. Sau khi một tachyon đi qua gần đó, một người quan sát sẽ có thể nhìn thấy hai hình ảnh của nó, xuất hiện và khởi hành theo hai hướng ngược nhau. Hiệu ứng hình ảnh kép này nổi bật nhất đối với người quan sát nằm ngay trên đường đi của một vật thể siêu lớn. Bởi vì tachyon đến trước ánh sáng, người quan sát không nhìn thấy gì cho đến khi quả cầu đã đi qua, sau đó (từ quan điểm của người quan sát) hình ảnh dường như chia thành hai - một trong số quả cầu đến (bên phải) và một trong số đó đang rời đi hình cầu (bên trái).

## Lịch sử nghiên cứu
Nhà vật lý học người Đức Arnold Sommerfeld được cho là người đầu tiên mô tả hạt tachyon. Tuy nhiên, George Sudarshan, Olexa-Myron Bilaniuk, Vijay Deshpande và Gerald Feinberg (người đầu tiên đặt tên cho hạt này vào những năm 1960) mới là những người sáng lập ra nền tảng lý thuyết cho nghiên cứu hạt tachyon. Trường tachyon xuất hiện trong nhiều phạm vi lý thuyết, chẳng hạn như lý thuyết chuỗi Boson.